# 뉴햄프셔주
뉴햄프셔주(영어: State of New Hampshire)는 뉴잉글랜드 북부에 있는 미국의 주이다. 북쪽으로 캐나다의 퀘벡주와 국경을 접하며, 동쪽으로 메인주와 대서양, 남쪽으로 매사추세츠주, 서쪽으로 버몬트주와 접한다.
미국 50개 주 가운데 면적으로 43번째, 인구로 41번째의 작은 주지만 미국 대통령 예비 선거 중 가장 먼저 열리는 뉴햄프셔 예비 선거와 아이비리그 소속 대학의 하나인 다트머스 대학교로 유명하다. 14대 대통령 프랭클린 피어스의 고향이다.
미국에서 가장 살기 좋은 주 중의 하나이며, 범죄율이 낮고, 기후가 서늘하며, 주로 부유층들이 많이 살고 있어 평균 소득도 높은 편이다.

## 역사

### 초기 역사
유럽인들이 오기 전에 지금의 뉴햄프셔에는 대략 5,000명의 아메리카 인디언들이 살았을 것이다. 대부분은 알곤킨 족에 속하는 아베나키 족과 페나쿡 족의 2개의 분파였다. 아베나키 분파는 오시피 족과 페쿼케트 족을 포함하였다. 페나쿡 분파는 애모스케아그 족, 내슈아 족, 피스캐터콰 족, 수히건 족과 스퀌스코트 족을 포함하였다. 뉴햄프셔 인디언들은 나무껍질로 오막집을 지었다. 그들은 사냥과 낚시를 하거나 옥수수 등의 작물로 소규모 농업에 종사하였다. 종족들은 평화롭게 함께 살았으나 가끔 자신들 공통의 적인 이로쿼이 어족에 대항하여 전쟁을 벌였다.

### 탐험
역사가들은 뉴햄프셔에 도달한 첫 유럽인들이 누구였는지 모른다. 그러나 뉴햄프셔에 대한 탐험은 1600년대 초반에 시작되었다. 1603년 잉글랜드의 마틴 프링이 상선을 타고 피스캐터콰 강을 항해하였다. 프링과 그의 선원이 현재의 포츠머스에 상륙하였을 것이다. 프랑스의 탐험가 사뮈엘 드 샹플랭이 1605년에 뉴햄프셔 해안에 상륙하였다. 1614년 잉글랜드의 선장 존 스미스가 숄즈 섬에 도달하여, 스미스 섬으로 이름을 붙였다.

### 정착
1619년 잉글랜드의 제임스 1세는 아메리카에 정착할 용기
를 주기 위한 뉴잉글랜드 회의를 창립하였다. 회의는 데이비드 톰슨이 오늘날 뉴햄프셔에 상륙하는 것을 인정하였다. 1623년 톰슨과 그의 부하들이 현재 라이에 속하는 오디온즈포인트에 정착하였다. 에드워드 힐튼은 1620년대에 현재 도버에 속하는 힐튼즈포인트에 정착하였다. 어떤 역사가들은 이 정착들이 같은 시기에 시작되었다고 믿는다. 다른 이들은 힐튼의 정착이 나중에 시작되었다고 생각한다. 다른 정착지들은 1630년에 설립된 스트로베리뱅크(현재의 포츠머스)와 1638년에 창립된 엑스터와 햄프턴을 포함하였다.
1622년 뉴잉글랜드 회의는 존 메이슨과 페르디난도 고르헤스 경에게 오늘날 뉴햄프셔와 메인주에 있는 대지를 주었다. 1629년 대지는 두 사람들 사이에서 나뉘었다. 메이슨은 자신의 고향 잉글랜드의 햄프셔주을 따서 자신의 대지를 뉴햄프셔라고 이름을 지었다. 1641년 뉴햄프셔는 매사추세츠의 일부에서 만들어졌다. 그러나 1680년 잉글랜드의 찰스 2세는 뉴햄프셔를 갈라진 식민지로 만들었다. 국왕은 존 커트를 뉴햄프셔의 초대 식민지 총독으로 임명하였다.

### 프렌치 인디언 전쟁

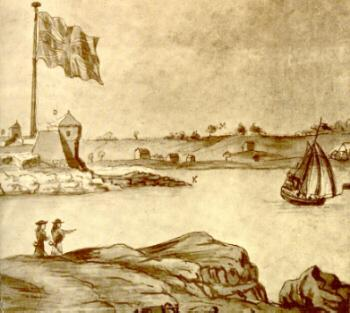
윌리엄 앤드 메리 요새 (1705년)

프렌치 인디언 전쟁은 뉴햄프셔와 뉴잉글랜드의 나머지에서 일어났으며, 1689년부터 1763년까지 중단되었다가 다시 시작되었다. 프랑스군과 그들의 인디언 동맹들은 영국군으로부터 지역의 통치권을 얻기 위하여 전투를 벌였다. 인디언들의 안내를 받으면서 프랑스군은 캐나다에서 밀려 내려왔다. 뉴햄프셔의 로저스의 유격 대원이라 불리는 군인들의 단체의 지도자 로버트 로저스와 존 스타크는 전쟁이 일어나는 동안에 식민지의 군사 지도자들로서 명성을 얻었다.
식민지 뉴햄프셔는 도시의 사회였다. 주민들의 대부분은 악조건을 제거하고, 주택들을 짓고, 식량을 재배하며 계속 바쁘게 지냈다. 1767년, 뉴햄프셔가 첫 인구 조사를 실시했을 때에 식민지에는 52,700명의 주민들이 있었다. 영국의 국왕은 총독과 그 추밀원을 임명하였다. 그러나 주민들은 식민지의 정세에서 자신들을 대표하기 위해 의원들을 선출하였다.

### 독립 전쟁

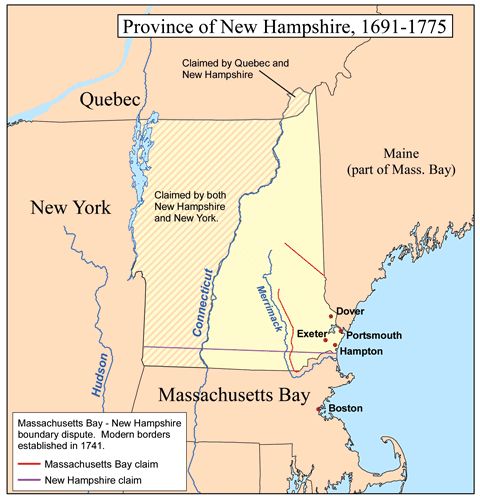
뉴햄프셔 식민지

1760년대 동안에 영국은 뉴햄프셔와 다른 아메리카 식민지에서 불만을 일으킬 법률을 잇달아 통과시켰다. 이 법률들의 대부분은 엄격한 세금을 부과하거나 식민지의 교역을 제한시켰다. 존 설리번이 이끄는 뉴햄프셔 주민들의 단체는 뉴캐슬에서 영국군의 요새로부터 군사 물자들을 획책하였다. 이 사건은 식민주의자들이 영국에 대항하면서 실행한 첫 무장 중 하나였다.
1775년, 매사추세츠에서 미국 독립 전쟁이 벌어진 후에 수 백 명의 뉴햄프셔의 민병이 영국군과 싸우려고 보스턴으로 서둘러 갔다. 뉴햄프셔는 싸움이 일어나지 않은 13개의 초기 식민지들 중 유일한 주였다.
뉴햄프셔는 영국의 완전 독립한 정부를 형성한 첫 식민지가 되었다. 1776년 1월 5일 일시적 헌법을 채택하였을 때 그 일이 생겼다. 1778년 7월 9일 뉴햄프셔는 연합 규약을 비준하였다. 1788년 6월 21일 뉴햄프셔는 미국 헌법을 비준한 9번째 주가 되었다. 뉴햄프셔의 비준은 헌법을 발효시켰다.

### 19세기
뉴햄프셔 주는 1800년부터 1861년 남북 전쟁이 일어날 때까지 농업 주로 남아있었다. 그러고 나서 뉴햄프셔 주는 오늘날까지 지속된 산업의 발전이 시작되었다. 1830년대에 애모스케아그 제조업 회사가 메리맥 강의 양안을 따라서 맨체스터에 30척의 직물 제재소들을 지었다. 맨체스터는 뉴햄프셔의 가장 큰 산업의 중심지가 되었고, 1846년 주의 첫 합병된 도시가 되었다. 포츠머스는 1800년대 초반에 주요한인 쾌속선의 항구로서 발달하였고, 1838년에 첫 철도가 개장되었다. 1850년대 동안에 비즈니스의 지도자들이 양말, 메리아스 제조업 지대, 직물 제재소와 부츠와 구두, 기계 도구와 목재품을 만드는 공장들을 지었다.
뉴햄프셔 주에서 온 일부 주민들이 이 시기의 동안에 국가적 명성을 얻었다. 그들은 14대 대통령 프랭클린 피어스와 주요한 웅변가이며 미국 상원이 된 대니얼 웹스터를 포함하였다.
뉴햄프셔 주는 노예 제도에 반대한 주요한 주였다. 남북 전쟁이 일어난 동안에 뉴햄프셔 주민의 대략 34,000명이 북군에 종군하였고 포츠머스의 해군 조선소는 남부의 항구들을 봉쇄한 군함들을 지었다.
1865년 전쟁이 끝난 후에 산업적 발전이 거대하게 증가하였다. 직물, 목공과 가죽 산업들이 기록의 비율에서 번창하였다. 제재소와 공장들의 확장에 의한 노동력의 필요함을 채우기 위해 수 천 명의 프랑스계 캐나다인과 유럽의 이민자들이 뉴햄프셔 주에 왔다. 동시에 많은 농부들은 서부에서 자유의 대지를 주장하기 위해 주를 떠났다. 산업이 번창하면서 뉴햄프셔 주에서 농업이 감소하였다.

### 1900년대 초반
제1차 세계 대전이 일어나는 동안에 포츠머스 해군 조선소는 군함들을 지었다. 뉴햄프셔의 면과 섬유 제재업들이 1920년대와 1930년대에 쇠퇴하였다. 가죽과 구두의 제조업이 주의 주요한 산업이 되었다. 1920년대 동안에 뉴햄프셔 주는 그 고속도로의 시스템을 향상시키고, 민간 회사들은 주에 수력발전소들을 지었다. 1930년대의 대공황이 주 경제의 번연을 더디게 하였다. 1930년대 후반에 대공황이 진정된 후에 상태가 향상되었다.

### 1900년대 중반

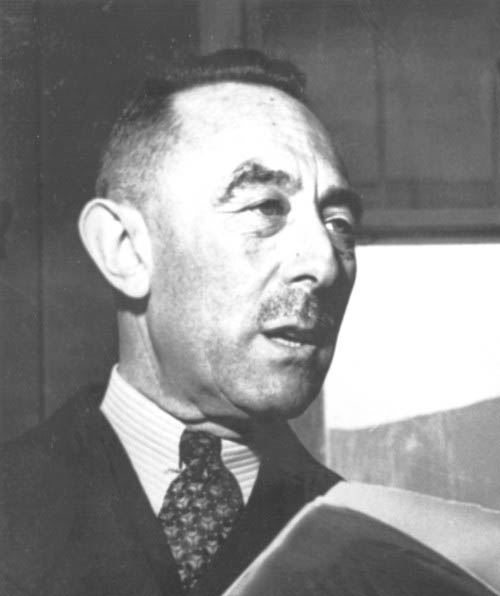
브레튼우즈 회의에서 연설하는 벨기에의 재무장관 카미유 휘트

제2차 세계 대전이 일어나는 동안에 포츠머스는 잠수함과 재수리된 군함들을 짓고 뉴햄프셔 주의 직물 제재소들은 군복을 위한 물자들을 공급하였다. 이 경제적 활동들은 공황 상태를 끝내는 데 도움을 주었다. 1944년 44개국의 대표들이 화이트 산맥에 있는 브레튼우즈에서 역사적 국제 통화 회의를 열었다. 그들은 국가들 사이에 전쟁 이후의 세계 무역을 계획하고 돈의 융통을 단순화하였다. 추가로 그들은 국제적 기구인 국제 통화 기금과 세계은행을 세웠다.
뉴햄프셔 주는 1900년대 중반에 산업 도시가 되었다. 1950년대에 뉴햄프셔 주는 비즈니스 개발 주식 회사의 설립을 찬성하고 산업 공원 협회를 설립하였다. 이 2개의 대리사들은 새로운 비즈니스들을 원조하는 일을 하였다. 그들은 또한 뉴햄프셔 주에 산업을 끌어들이기 위해 노력하였다.
뉴햄프셔 주의 중요 사업 중 하나인 구두 산업은 다른 나라들, 특히 이탈리아는 물론 다른 주들로과의 경쟁으로 인해 급격하게 쇠퇴하였다. 하지만, 뉴햄프셔 주의 전자 산업이 빠르게 번창하면서 구두 산업에서 입은 손해를 만회하였다.
1961년 뉴햄프셔 주의 앨런 셰퍼드는 우주를 여행한 첫 미국인이 되었다. 그는 이스트데리에서 태어났다.
1963년 뉴햄프셔 주는 1890년대 이래 미국에서 첫 입법적 추첨 분배를 채택하였다. 뉴햄프셔 주의 추첨 분배는 "스윕스테익스"로 알려졌으며, 뉴햄프셔주는 공공 교육을 위한 돈을 내는 데 스윕스테익스로부터 얻은 이득을 썼다.

### 1900년대 후반
콩코드 고등학교의 교사 크리스타 매콜리프는 우주를 여행한 첫 "평범한 시민"으로 뽑혔다. 그녀는 1986년 1월 28일에 챌린저 우주선이 발사된 후 부서졌을 때 사망한 7명의 승무원들 중에 하나였다.
1980년대에 뉴햄프셔 주는 특히 주의 남부에서 경제적 번영과 재빠른 인구의 증가를 경험하였다. 하지만, 1980년대 후반과 1990년대 초반에 국가적 불경기가, 특히 부동산, 금융과 국방 산업에서 많은 직업들의 손실의 결과를 가져왔다. 1990년대 중반에 뉴햄프셔 주의 경제는 향상되었다.
1996년 투표인들은 뉴햄프셔 주의 첫 여성 주지사 진 섀힌을 선출하였다. 그녀는 2번이나 재선되어 2003년까지 그 직에 있었다.

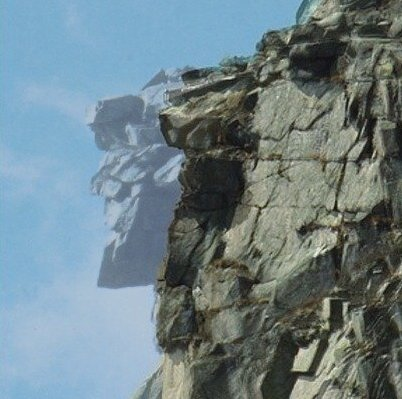
올드맨 산의 이전의 이미지와 현재 떨어진 모습을 찍은 사진

### 21세기
뉴햄프셔 주는 일반 개인적 세금 혹은 일반 판매세를 걷지 않는 주들 중 하나로 남아있었다. 주민들은 보통의 소득이 아닌 분배된 이익 소득에만 개인적 소득세를 낸다. 이 저세금 정책은 새로운 산업들과 다른 비즈니스들을 끌어들이는 데 도움을 준다. 그러나 저세금은 주의 기금으로 지원되는 프로그램과 서비스를 위하여 사용되는 돈과 학교 기금과 지방 공동체를 위한 돈의 감소를 가져온다.
2003년 뉴햄프셔 주는 주의 가장 잘 알려진 상징 올드맨 산의 피해로 인해 고통을 겪었다. 그레이트 스톤 페이스로도 불린 올드맨 산은 남자 얼굴의 옆모습을 한 돌산이었다. 옆얼굴을 형성한 바위들이 그해 5월에 떨어졌다. 2009년 뉴햄프셔 주의 입법부는 동성의 결혼을 합법화하였다.

## 경제

### 서비스업
서비스업은 뉴햄프셔 주의 고용과 국내 총생산의 대략 5분의 4를 차지한다. 이 산업들은 주 전역, 특히 주의 남부에 있는 도시와 타운들에서 운영된다.
주도인 콩코드는 정부 활동의 중심지이다. 맨체스터는 주요 보험과 금융의 중심지이다. 많은 호텔, 식당과 소매상들도 맨체스터 지역에 있다. 화이트 산맥과 뉴햄프셔 주의 호수와 연안 지역들에 많은 리조트가 있다. 포츠머스 지역은 포츠머스 해군 조선소의 기지이다.

### 제조업

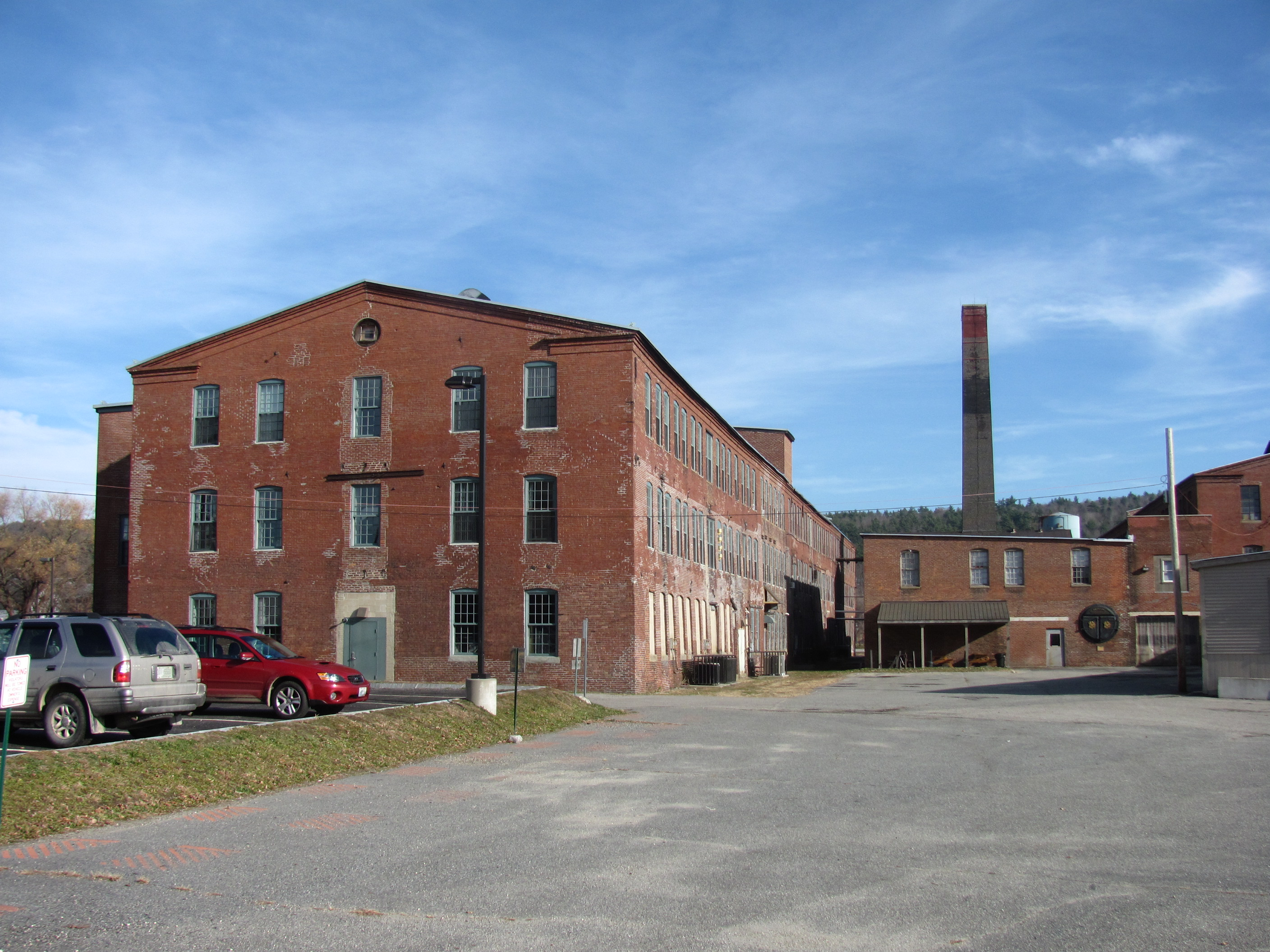
킨에 있는 비버 제재소

컴퓨터와 전자 제품들은 주의 주요 생산품들이다. 마이크로칩과 네트워킹 제품 같은 전자 기기들은 맨체스터 지역에서 만들어진다. 내슈아에 있는 공장 지대는 군사 통신 조직망을 만든다.
볼베어링, 소화기와 상점의 기계들을 포함한 합성 금속 제품들은 맨체스터 지역에서 만들어진다. 뉴햄프셔의 남부에서는 인쇄와 금속 가공 및 기계 부품들을 생산한다. 다른 기계 제품들은 렌즈와 광학 기구들을 위한 용품들을 포함한다. 뉴햄프셔 주는 초콜릿, 콘크리트 제품, 유리 제품, 전기 제품과 의료 용품들을 생산하기도 한다.

### 농업

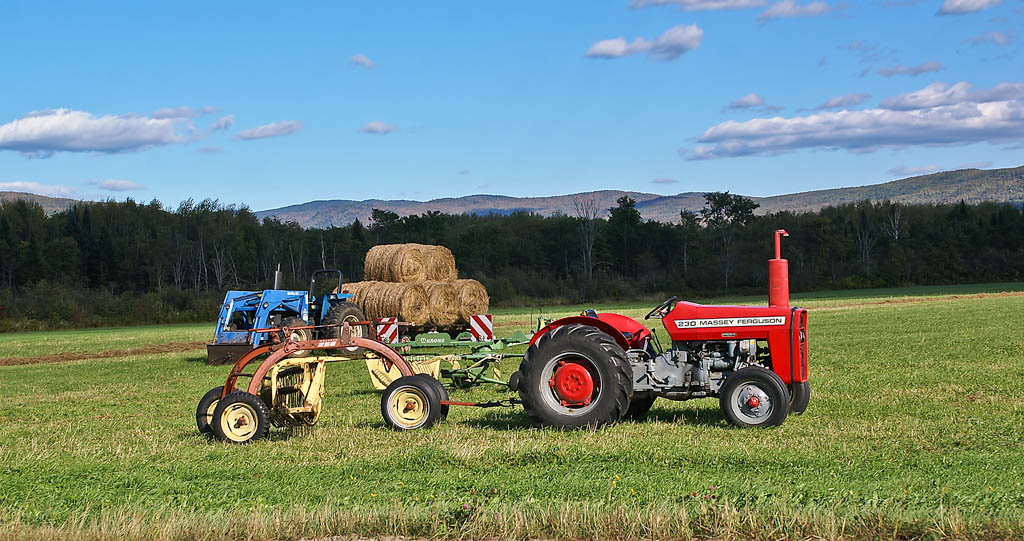
건초의 경작

농장 지대는 뉴햄프셔의 8 퍼센트 만을 차지한다. 온실과 종묘 산품들은 농장 소득의 주의 주요한 근원이다. 건초는 뉴햄프셔의 주요한 곡물이며, 사과가 주요한인 과일이고 사탕 옥수수가 주요한 채소이다.
낙농업은 뉴햄프셔의 가장 중요한 축산 활동이다. 낙농 지대는 주의 전역을 통하여 운영되며, 특히 코네티컷 강을 따라 서부에서 다수로 운영되고 있다. 뉴햄프셔의 다른 축산물은 육우, 달걀과 돼지를 포함한다.

### 광업
모래와 자갈은 주의 주요 채굴품들이다. 그들은 주의 모든 카운티에서 발견되지만 생산은 주의 남중부에 있는 힐스보로와 메리맥 카운티들에서 가장 많다.
깨진 돌도 또한 중요하고, 주의 일부 부분들은 화강암 채석장들이 있다. 메리맥 카운티에 있는 콩코드 채석장은 화강암을 공급한다.

## 주민
| 인구조사                      | 인구      | Note | %±    |
| ----------------------------- | --------- | ---- | ----- |
| 1790년                        | 141,885   |      | —     |
| 1800년                        | 183,858   |      | 29.6% |
| 1810년                        | 214,460   |      | 16.6% |
| 1820년                        | 244,155   |      | 13.8% |
| 1830년                        | 269,328   |      | 10.3% |
| 1840년                        | 284,574   |      | 5.7%  |
| 1850년                        | 317,976   |      | 11.7% |
| 1860년                        | 326,073   |      | 2.5%  |
| 1870년                        | 318,300   |      | −2.4% |
| 1880년                        | 346,991   |      | 9.0%  |
| 1890년                        | 376,530   |      | 8.5%  |
| 1900년                        | 411,588   |      | 9.3%  |
| 1910년                        | 430,572   |      | 4.6%  |
| 1920년                        | 443,083   |      | 2.9%  |
| 1930년                        | 465,293   |      | 5.0%  |
| 1940년                        | 491,524   |      | 5.6%  |
| 1950년                        | 533,242   |      | 8.5%  |
| 1960년                        | 606,921   |      | 13.8% |
| 1970년                        | 737,681   |      | 21.5% |
| 1980년                        | 920,610   |      | 24.8% |
| 1990년                        | 1,109,252 |      | 20.5% |
| 2000년                        | 1,235,786 |      | 11.4% |
| 2010년                        | 1,316,470 |      | 6.5%  |
| 2019 (추산)                   | 1,359,711 |      | 3.3%  |
| 출처: 1910–2010 2018 estimate |           |      |       |

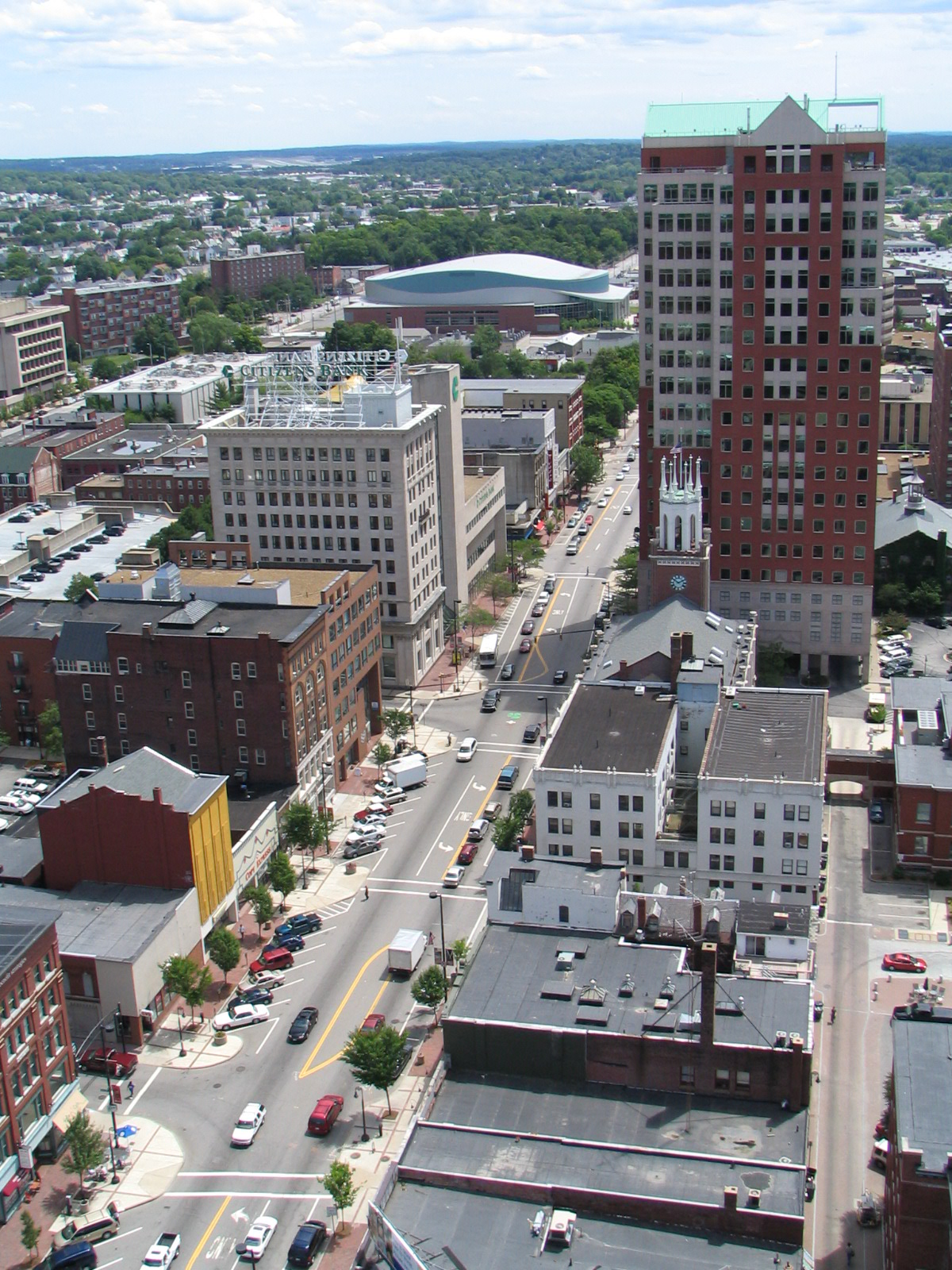
다운타운 맨체스터

2000년, 미국 인구 조사국은 뉴햄프셔의 인구가 1,235,786명이라고 보고하였다. 1990년의 1,109,252명에서 대략 11 퍼센트나 증가하였다. 2000년 조사국에 따르면 뉴햄프셔는 50개의 주들 중 인구로 41위에 올랐다.
뉴햄프셔 주민의 대략 5분의 3은 메트로폴리탄 지역에 산다. 뉴햄프셔 주는 2개의 메트로폴리탄 지역을 가지고 있다. 이 지역은 보스턴(매사추세츠)-케임브리지(매사추세츠)-퀸시(매사추세츠)와 맨체스터-내슈아이다. 맨체스터는 주에서 가장 큰 도시이다.
맨체스터와 더불어 뉴햄프셔 주는 12개의 다른 합병된 도시들을 가지고 있다. 이 도시들은 크기순으로 내슈아, 콩코드, 로체스터, 도버, 킨, 포츠머스, 라코니아, 클레어몬트, 레버넌, 소머스워스, 벌린과 프랭클린이다.
뉴햄프셔의 많은 주민들은 캐나다와 많은 유럽의 나라들에서 온 정착자들의 자손들이다. 뉴햄프셔의 초기 정착자들은 주로 잉글랜드, 아일랜드, 스코틀랜드, 웨일즈에서 왔다. 남북 전쟁 이후에는 수 천 명의 프랑스계 캐나다인과 유럽의 이민들이 제재소, 상점과 공장들에 일하러 뉴햄프셔에 왔다.
오늘날 뉴햄프셔 주의 가장 큰 인구 집단은 아일랜드, 영국, 프랑스, 독일, 이탈리아 계통과 프랑스계 캐나다인의 후손이다. 아시아인, 아메리카 인디언, 히스패닉은 주 인구의 5 퍼센트 이하를 차지한다.

## 사진

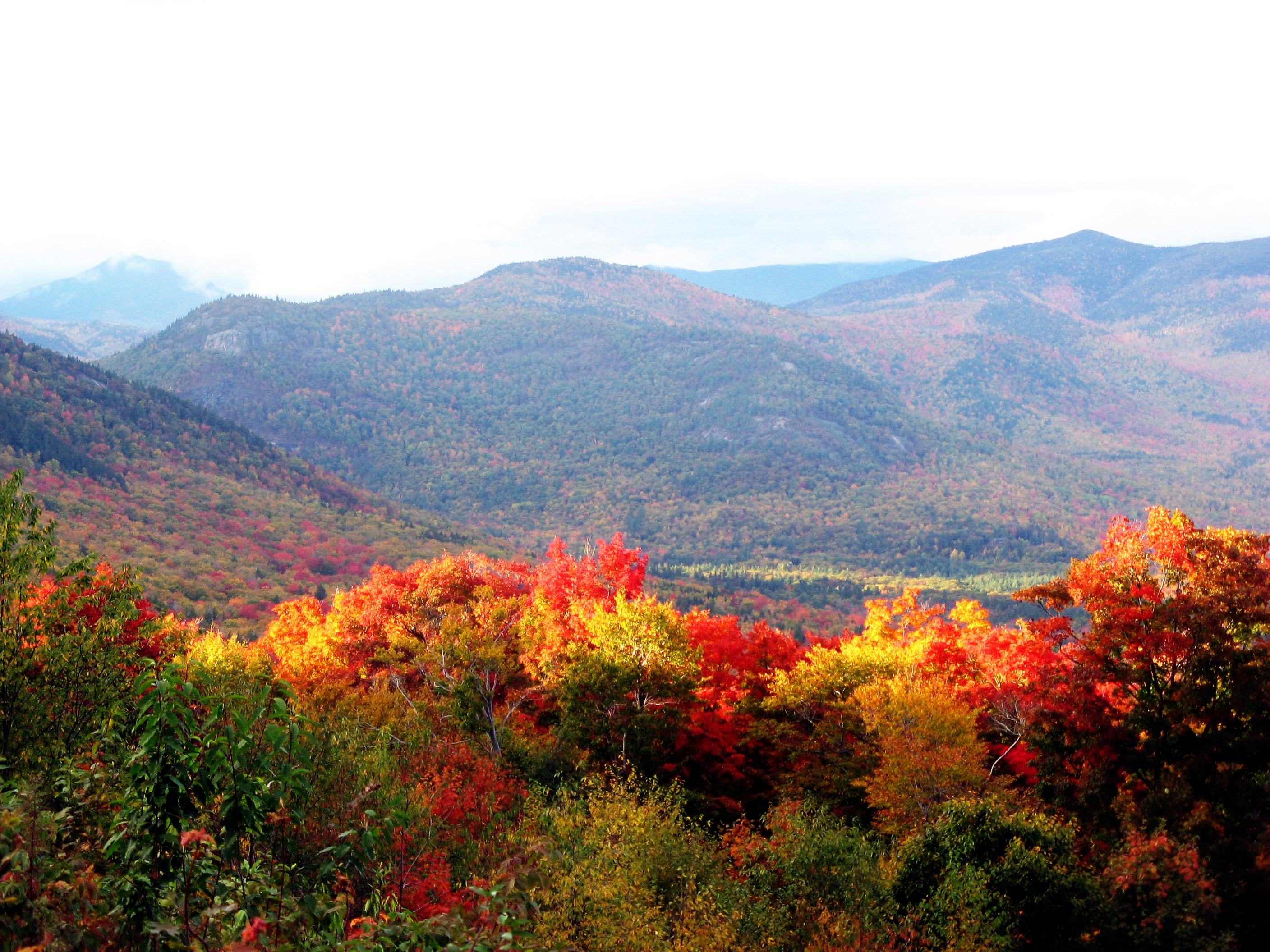
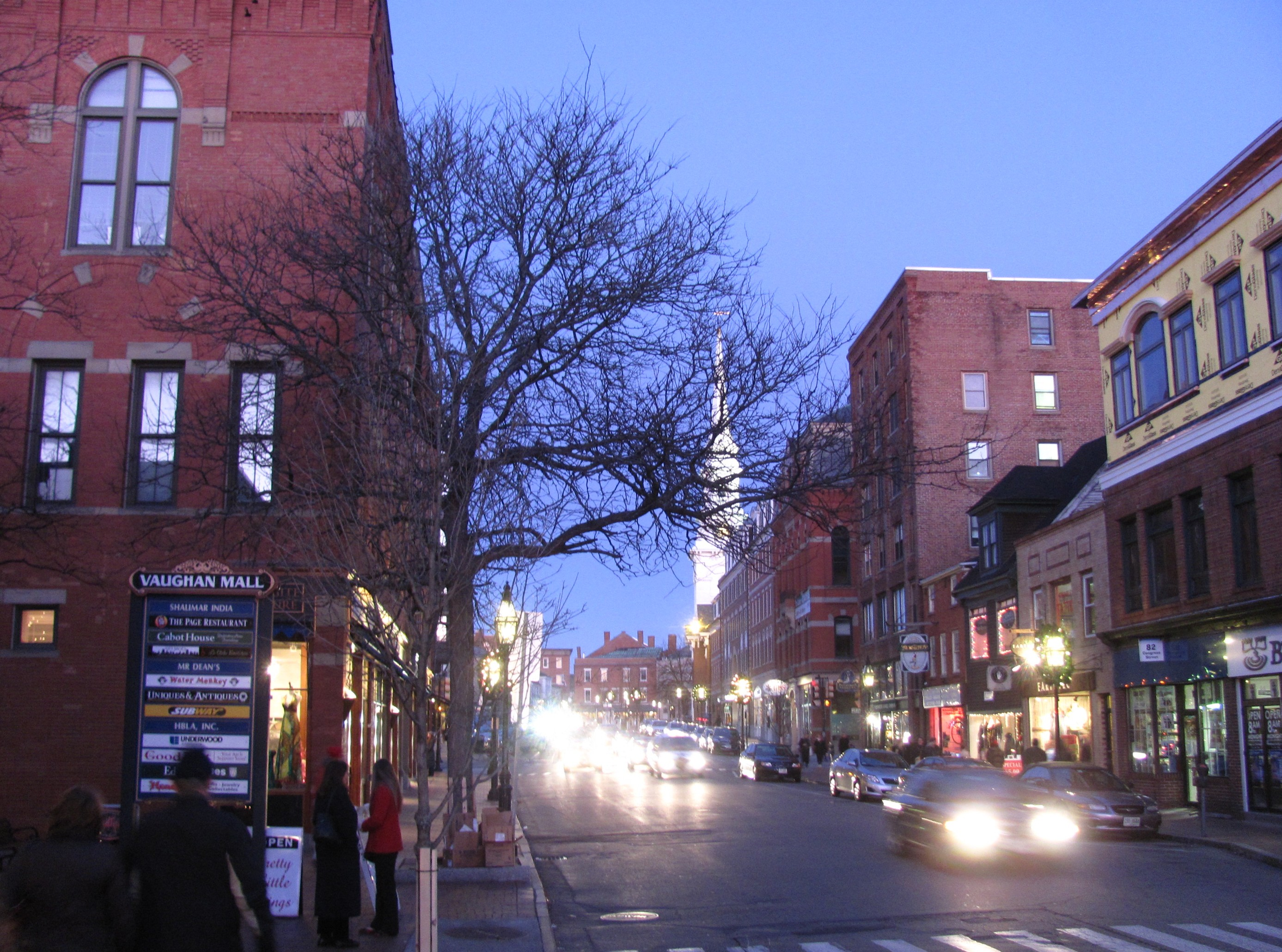
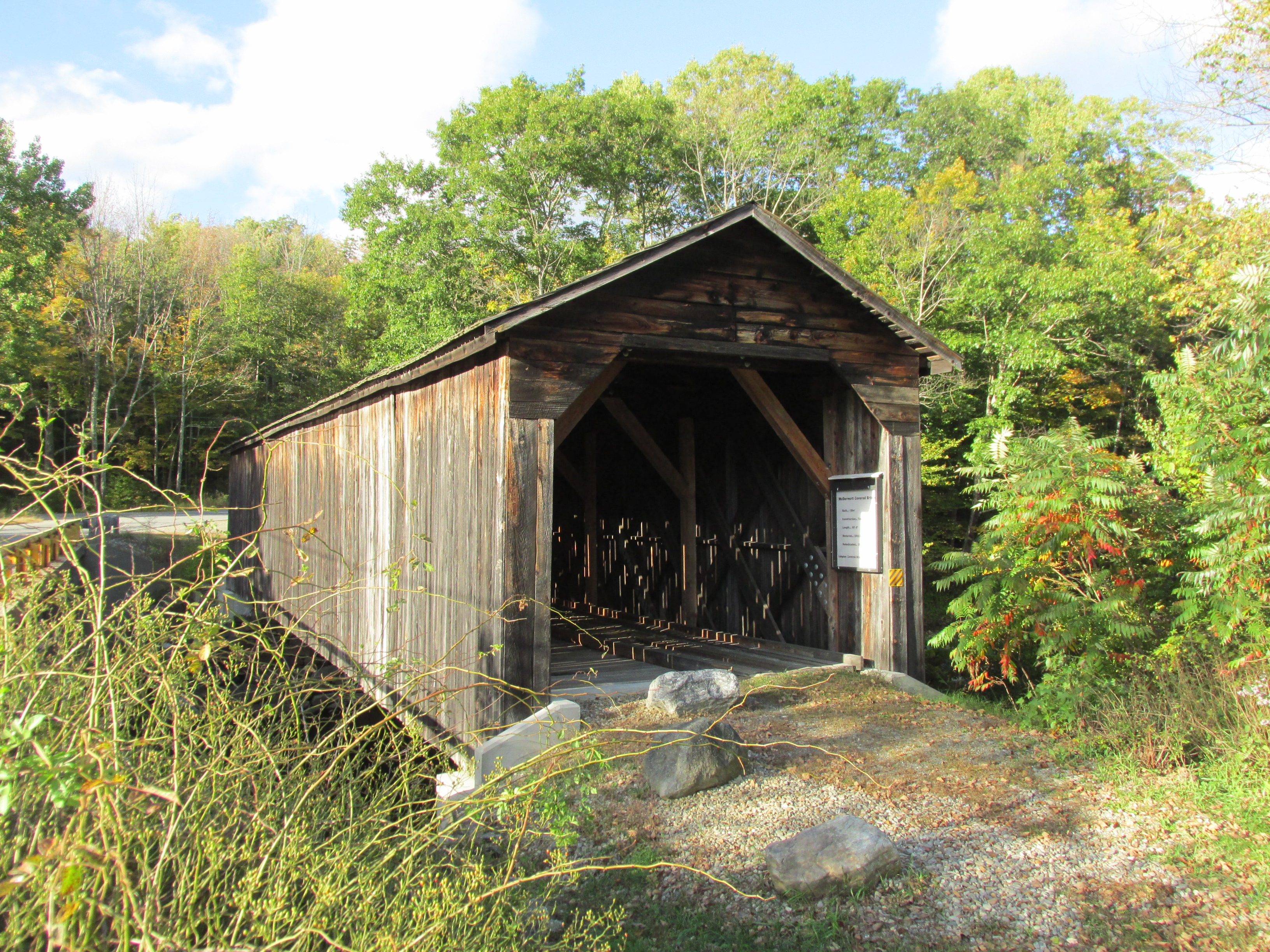

## 같이 보기
- 미국의 주